# 投資策略
在金融领域，投资策略是一種指南，旨在指导投资者选择適合的投資組合。每个人根據各自的獲利目标選擇合適的投資組合。有些投資者選擇投資組合時會考慮如何平衡风险與收益。大多数投资者為获得更高的回报會接受一定的投資风险。